# Amblyglyphidodon indicus
Amblyglyphidodon indicus — вид риб родини Pomacentridae.

## Назва
В англійській мові має назву «бліда риба-дамсел» (англ. pale damselfish). 

## Опис
Риба до 9 см завдовжки з блідо-зеленим забарвленням. Зустрічається групами чи по-одному біля коралів. Харчується зоопланктоном.

## Поширення та середовище існування
Живе у багатих на коралові рифи територіях та затоках на глибині від 2 до 35 м. Від Червоного моря на заході до Андаманського моря на сході, Мадагаскару та Чагос на півдні.

## Галерея

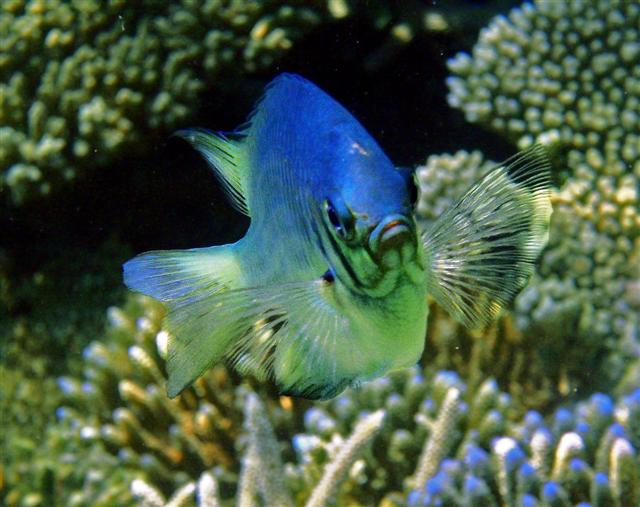
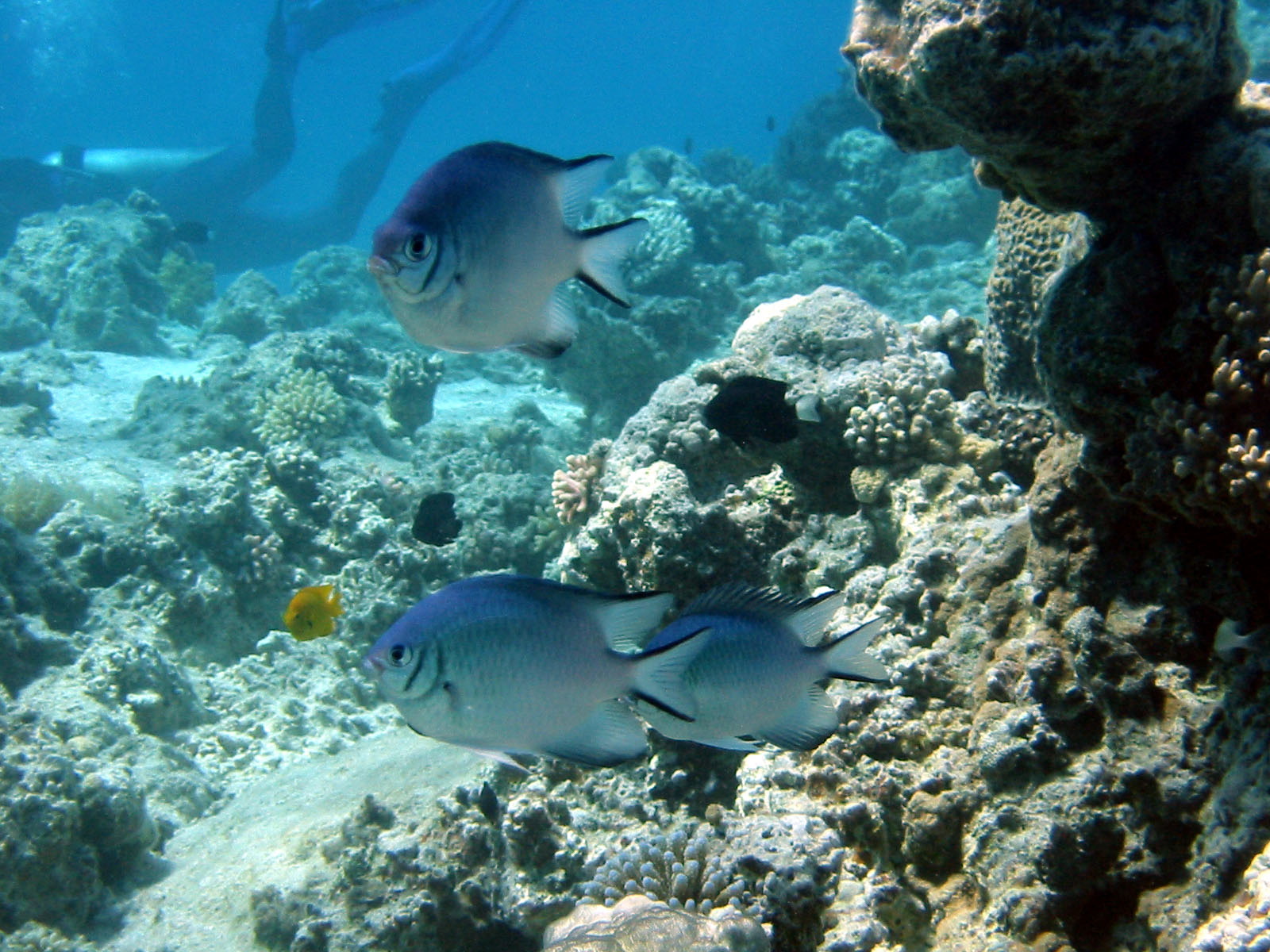